# John Rennie
John Rennie (født 7. juni 1761, død 4. oktober 1821) var en skotsk ingeniør og brobygger, der bl.a. byggede den første Waterloo Bridge over Themsen (1810-1817), Southwark Bridge (1815-1819) og London Bridge (fuldført af hans søn – som også hed John Rennie – i 1831).